# Tytthonyx mexicanus
Tytthonyx mexicanus es una especie de coleóptero de la familia Cantharidae.

## Distribución geográfica
Habita en México.